# Читепо, Виктория
Виктория Фикиле Читепо (англ. Victoria Fikile Chitepo, 27 марта 1928, Данди, Квазулу-Натал — 8 апреля 2016, Mount Pleasant) — южноафриканский и зимбабвийский политик, активист и педагог. Она была женой Герберта Читепо, ведущей фигуры Зимбабвийского африканского национального союза (ZANU), но также сама была крупной политической фигурой и занимала пост министра в правительстве независимого Зимбабве в период с 1980 по 1992 год.

## Ранние годы
Она родилась под именем Виктория Махамба-Ситхол в южноафриканском шахтёрском городке Данди в провинции Квазулу-Натал. Она получила образование в Южной Африке и училась в Университете Натал, где получила степень бакалавра искусств; Виктория также получила степень магистра в области образования в Бирмингемском университете в Великобритании. Со своим будущим мужем Гербертом она познакомилась в колледже Адамс недалеко от Дурбана в Южной Африке. С 1946 по 1953 год она преподавала в Натальском университете, но переехала в британскую колонию Южная Родезия в 1955 году после того, как вышла замуж за своего зимбабвийского мужа, который работал социальным работником в столице Солсбери (ныне Хараре).

## Политическая деятельность
В 1960 году Читепо стала членом Национально-демократической партии, националистического движения, которое выступало за политические права бесправного чёрного большинства Родезии. В 1961 году она возглавила сидячую забастовку женщин в магистратском суде Солсбери, чтобы продвигать кампанию за гражданство чернокожих.
Год спустя она уехала со своим мужем в Танганьику (ныне Танзания) и работала социальным работником, помогая чернокожим родезийским беженцам в Дар-эс-Саламе в течение трех лет, с 1966 по 1968 год. В 1975 году Герберт Читепо был убит в Лусаке, Замбия, агентами правительства Родезии. Виктория оставалась в Танзании до тех пор, пока Родезия, переименованная в Зимбабве, не обрела независимость и в 1980 году не было установлено правление чёрного большинства.

## Карьера министра
По возвращении в Зимбабве Виктория Читепо баллотировалась на выборах в избирательном округе Мутаса и Западная Бухара на первых многорасовых выборах в стране. Она выиграла место для ZANU-PF в нижней палате Палаты собрания. Виктория была назначена заместителем министра образования и культуры, а затем министром информации и образования тогдашним премьер-министром Робертом Мугабе.
В 1982 году она была назначена министром национальных ресурсов и туризма. Она снова баллотировалась на выборах 1985 года и была переизбрана и повторно назначена на министерскую должность, которую она сохраняла до 1990 года. Затем она взяла на себя роль министра информации, почт и телекоммуникаций до выхода на пенсию в 1992 году. На протяжении 1990 и 1992 годов она очень любила работать с правительством Джона Мейджора, говоря, что встречи с британскими официальными лицами всегда были приятными и конструктивными. Она сказала, что британские официальные лица были «всегда вежливы и всегда вовремя», и добавила, что французские официальные лица «в целом не были ни тем, ни другим».
Читепо вышла на пенсию в 2005 году, когда она снова баллотировалась в списке ZANU-PF на место в парламенте Глена Норы в Хараре. Хотя она проиграла выборы, она оставалась высокопоставленным членом правящего органа ZANU-PF, политбюро, и подверглась санкциям Соединённых Штатов против лиц, «подрывающих демократические процессы в Зимбабве». Она также попала под санкции Португалии, Испании, Франции, Германии, Бельгии, Италии, Нидерландов, Люксембурга, Дании, Швеции, Норвегии, Швейцарии и Ирландии. Примечательно, что она не попала под санкции Великобритании. В 2014 году она была исключена из санкционного списка США.

## Смерть и погребение
8 апреля 2016 года она была найдена мертвой в своём доме в Маунт-Плезант, Хараре, после того, как, по-видимому, упала в своей спальне. Она была похоронена 13 апреля в Акре национальных героев.